# Geopark Ries
Der Geopark Ries ist seit Mai 2006 als Nationaler Geopark zertifiziert. Er umfasst neben dem Einschlagskrater Nördlinger Ries den Riesrand und die Gebiete mit den heute noch erhaltenen Auswurfmassen. Mit dem Geopark-Projekt soll das geologische Naturerbe stärker als zuvor der Öffentlichkeit zugänglich und für die regionale Tourismusentwicklung nutzbar gemacht werden. 2022 wurde der Geopark von der UNESCO als UNESCO Global Geopark ausgezeichnet.

## Geographie und Entstehung
Koordinaten: 48° 53′ N, 10° 32′ O
Mit einer Fläche von fast 1.800 km² ist der Geopark knapp sechs Mal so groß wie München. Im Westen begrenzt die Schwäbische Alb den Geopark Ries, im Osten geht er in die Fränkische Alb über. Das Riesereignis, der Einschlag eines Meteoriten (Asteroid) vor 14,5 Mio. Jahren, hinterließ den Einschlagskrater Nördlinger Ries. Er ist der am besten erhaltene Einschlagkrater Europas. Das Kraterbecken hat einen Durchmesser von 25 km. Der Kraterrand ragt etwa 150 m hoch auf. Der Geopark Ries ist ein bundesland- und landkreis-übergreifendes Netzwerk. Der größte Teil der Fläche liegt in Bayern, ein kleiner Teil liegt in Baden-Württemberg. Insgesamt sind fünf Landkreise mit 53 Gemeinden beteiligt. Damit ist die Ausgestaltung des Geoparks ein komplexer Entwicklungsprozess. Träger des Geoparks ist ein Verein, dem die Landkreise und Gemeinden des Geoparkgebietes angehören. Finanziert wird der Geopark Ries ganz wesentlich vom Landkreis Donau-Ries, und die Geschäftsstelle des Geoparks hat ihren Sitz im Landratsamt in Donauwörth.

## Tourismus

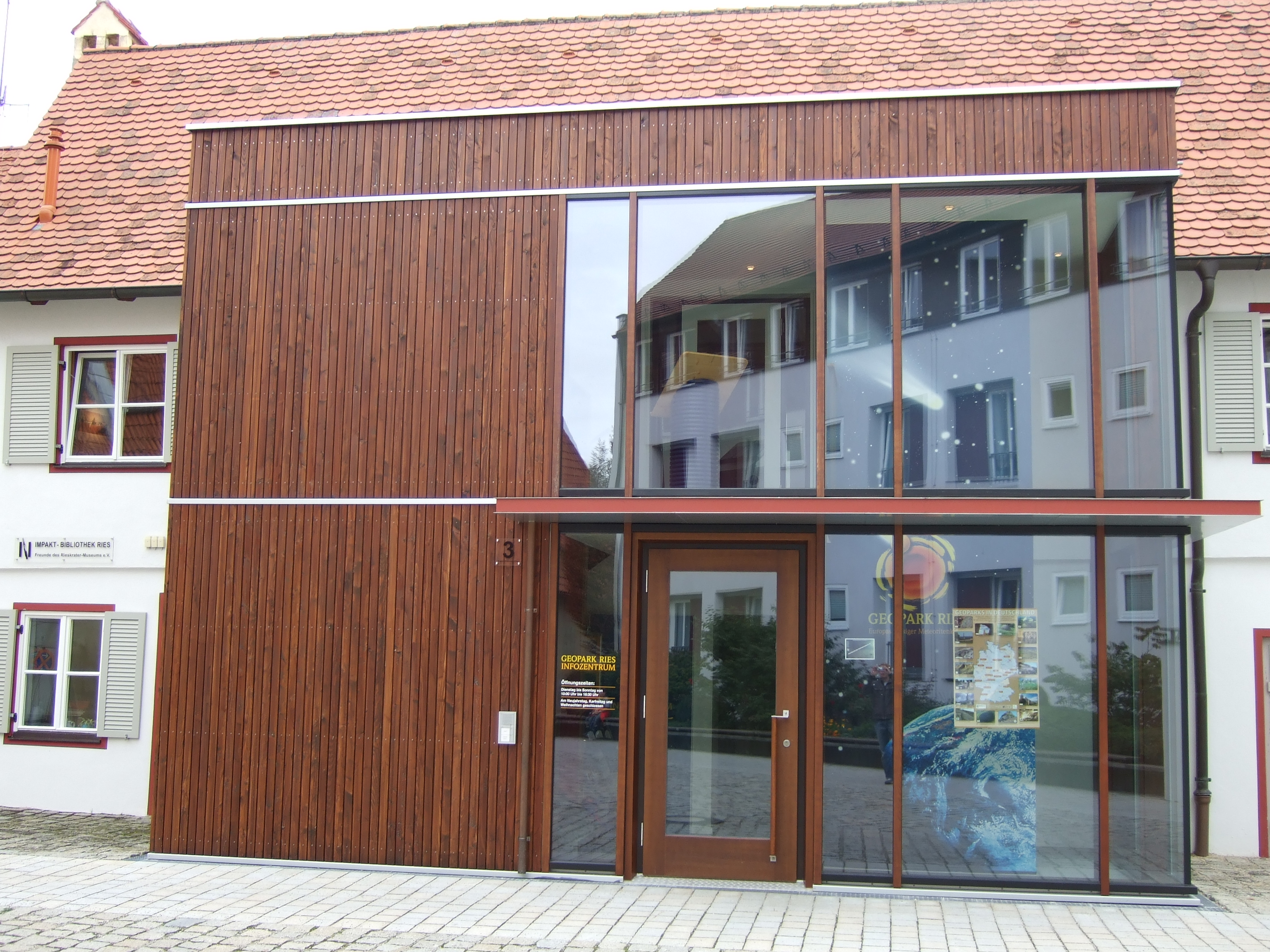
Geopark-Infozentrum in Nördlingen

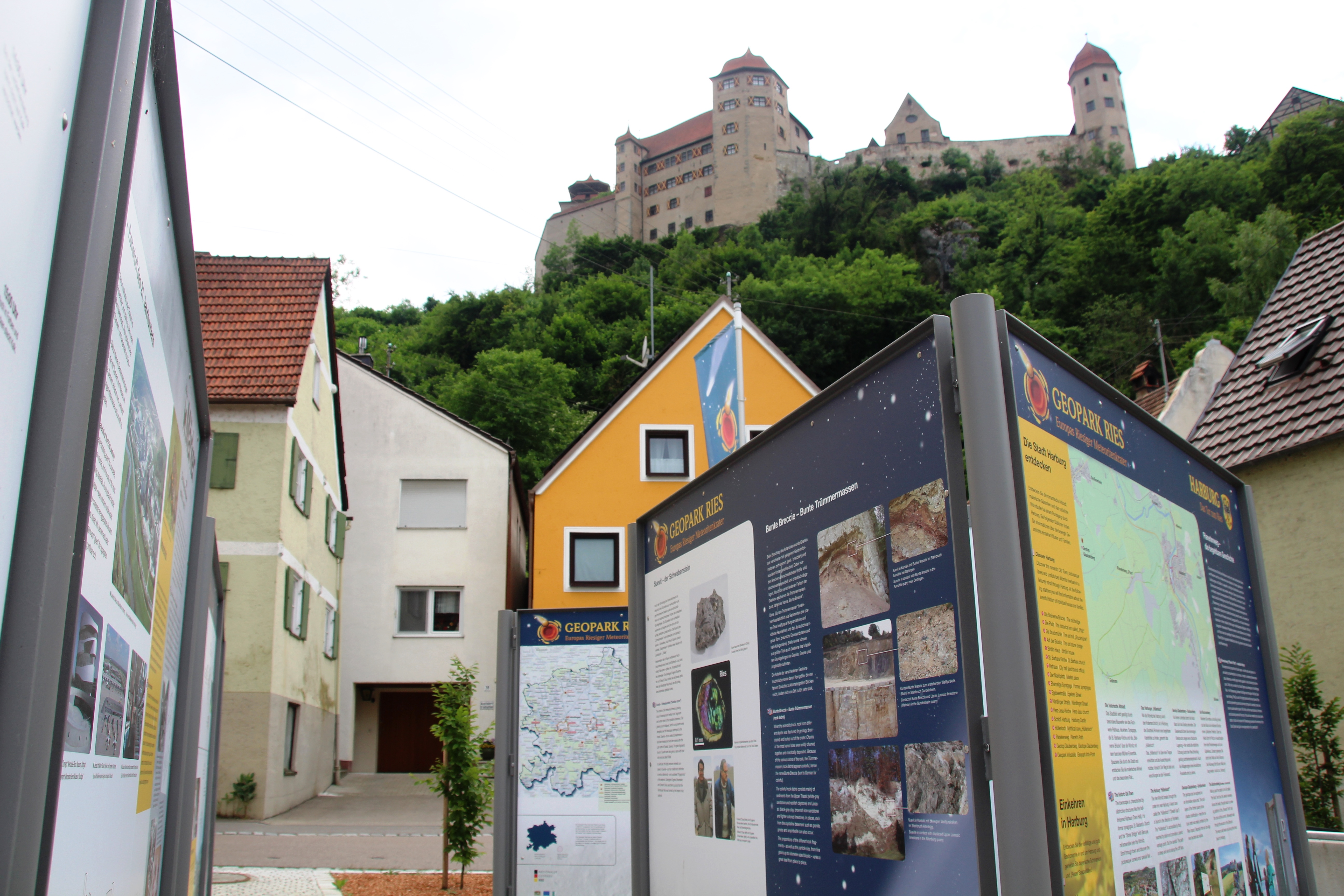
Geopark-Infostelle in Harburg

Ausgangspunkt für Touristen stellen die Geopark-Infozentren bzw. Infostellen dar. Infozentren befinden sich in Nördlingen, Oettingen und Treuchtlingen, die etwas kleineren Infostellen in Deiningen, Wemding, Monheim, Nördlingen, Kirchheim am Ries und Harburg.

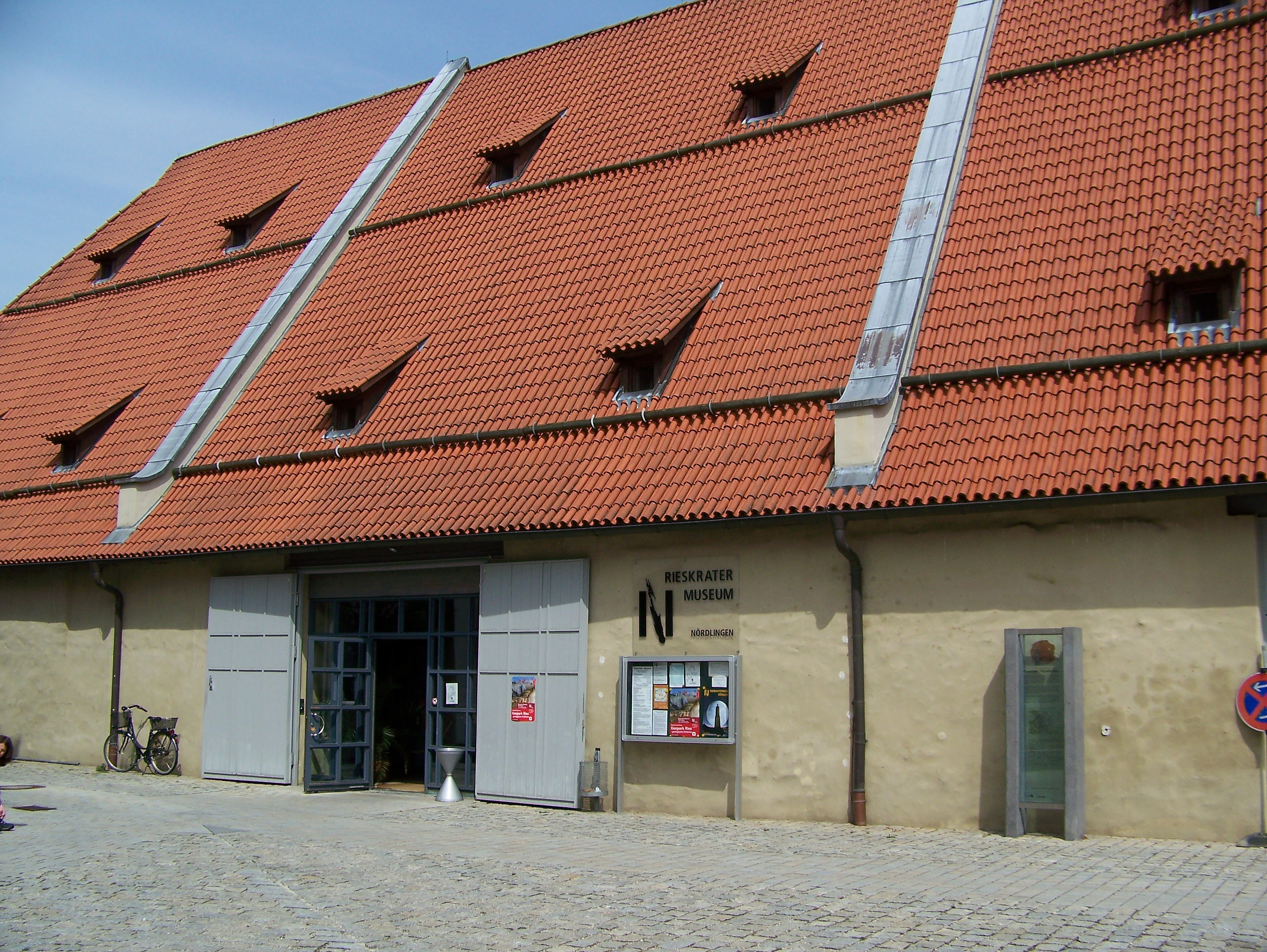
Rieskratermuseum in Nördlingen

Umfangreiche Informationen zur Entstehung des Rieskraters bietet das Rieskratermuseum in Nördlingen. Hier wird auf verständliche Art gezeigt, welche Auswirkungen Asteroideneinschläge auf die Landschaft haben und wie sich das Leben danach entwickelt hat.
Der 186 Kilometer lange Radweg Von Krater zu Krater verbindet das Nördlinger Ries mit dem Steinheimer Becken. Des Weiteren sind durch das Ferienland DONAURIES weitere Radwege ausgeschildert, sodass ein über 1000 km langes Radwegenetz besteht. Bekannte Radfernwege, die durch das Gebiet führen, sind unter anderem der Radweg Romantische Straße oder seit 2023 existierende Schwäbische Alb-Radweg. Ebenfalls neu konzipiert wurde der GeoRadweg Altmühltal. Er beginnt in Nördlingen und führt an zahlreichen erdgeschichtlichen Höhepunkten durch den Rieskrater und das Altmühltal bis nach Kelheim. Eine Alternativroute beginnt in Kelheim und endet in Nördlingen.
Unterstützt wird das Angebot durch Geopark-Führer, die bei zahlreichen (Themen-)Führungen ihr Wissen weitergeben.
Weitere touristische Regionen sind südwestlich die Schwäbische Alb, nördlich das Fränkische Seenland und nordöstlich der Naturpark Altmühltal.

### Geologie

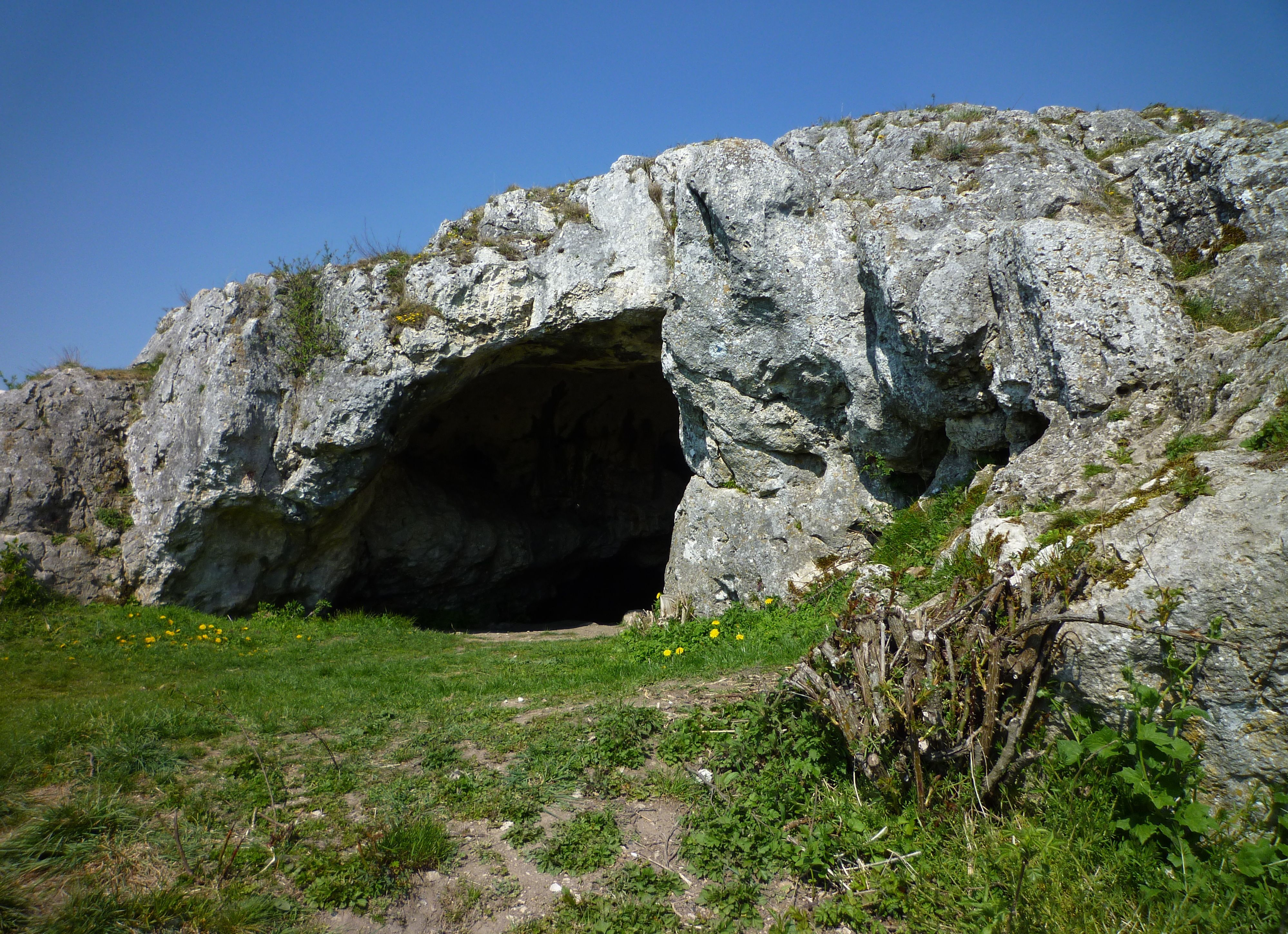
Ofnethöhlen

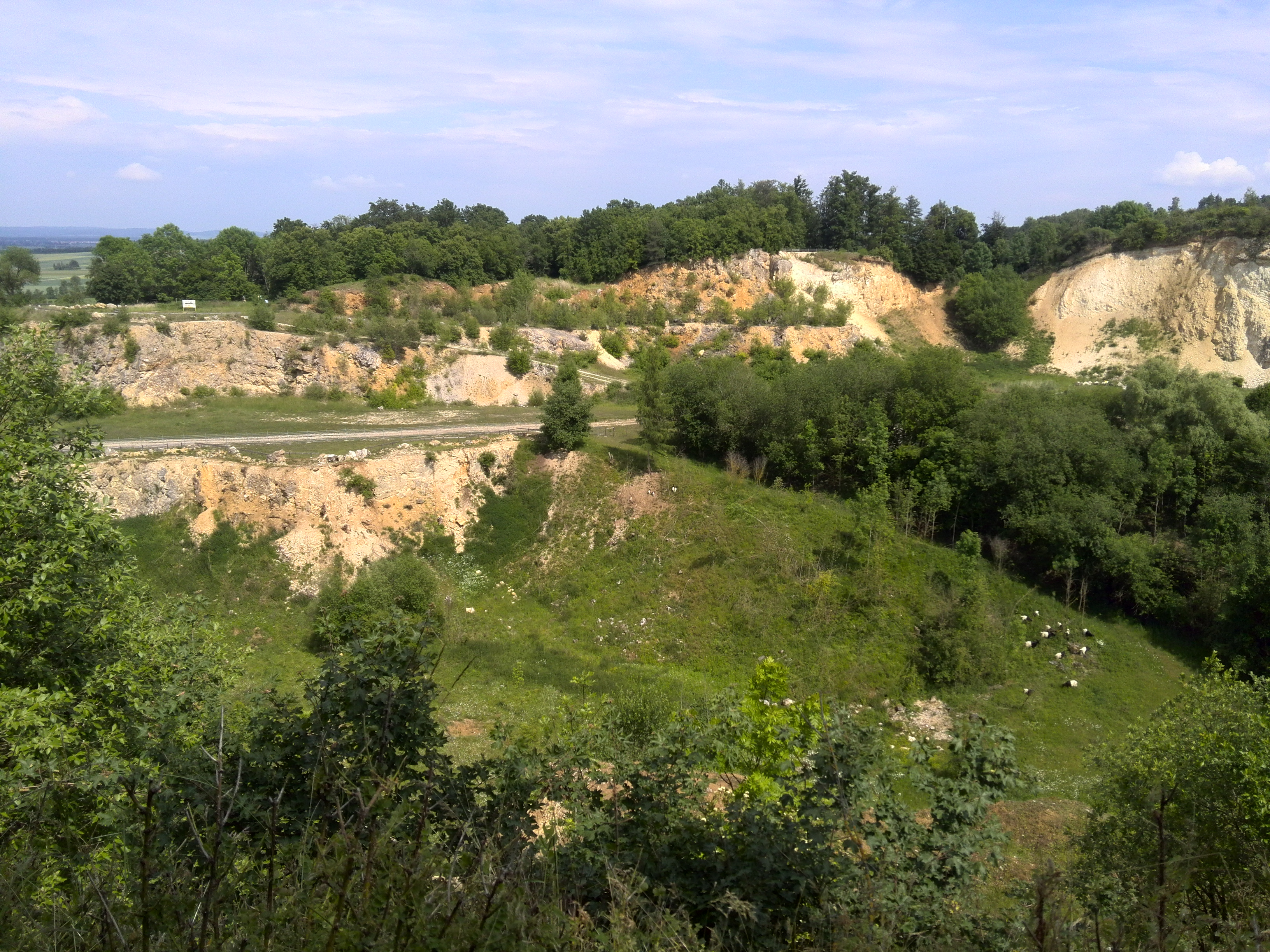
Geotop Lindle

In acht ausgebauten Geotopen mit Lehrpfaden können Gäste mehr über Geologie und Besiedlungsgeschichte erfahren. Außerdem befinden sich fünf von Bayerns hundert schönsten Geotopen im Geopark Ries. Darunter sind unter anderem die Ofnethöhlen (Nördlingen), der Steinbruch Burschel (Hainsfarth) und der Karlsgraben (Treuchtlingen).
| Name des Wanderwegs               | Länge des Lehrpfads | Ort             | Sehenswertes                     | Anmerkungen                                                       |
| --------------------------------- | ------------------- | --------------- | -------------------------------- | ----------------------------------------------------------------- |
| Erlebnis-Geotop Lindle            | 3,3 bzw. 1,8 km     | Holheim         | Steinbrüche Arlt und Siegling    | Erstes Erlebnis-Geotop des Geoparks Ries, mit Kinder-Erlebnispfad |
| Geotope Klosterberg               | 2,6 km              | Maihingen       | Hahnberg, Museum KulturLand Ries |                                                                   |
| Geotop Kalvarienberg              | 1 km                | Gosheim         | Kalvarienberg mit Kapelle        |                                                                   |
| Geotope Kühstein                  | 2,7 km              | Mönchsdeggingen | Kunstwald                        |                                                                   |
| Geotop Glaubenberg                | 2,7 km              | Großsorheim     |                                  |                                                                   |
| Geotop Kalvarienberg Wörnitzstein | 1,7 km              | Wörnitzstein    | Kalvarienberg mit Kapelle        |                                                                   |
| Geotope Daiting                   | 4,2 km              | Daiting         |                                  | mit Kinder-Erlebnispfad                                           |
| Geotop Amerdingen                 | 0,2 km              | Amerdingen      | Suevitsteinbruch                 |                                                                   |

### Wandern
Auf vier Themenwanderwegen wird die Natur im Geopark Ries erlebbar gemacht. Weitere Wanderwege sind durch das Ferienland DONAURIES ausgeschildert.
| Name des Wanderwegs | Länge | Start bzw. Ziel       | Sehenswertes                                                 | Anmerkungen                                                                         |
| ------------------- | ----- | --------------------- | ------------------------------------------------------------ | ----------------------------------------------------------------------------------- |
| Schäferweg          | 19 km | Nördlingen, Alte Bürg | Riegerlberg, Ofnethöhlen, Alte Bürg, Adlersberg, Hexenfelsen | Erster Geopark-Themenwanderweg, Top-Wanderweg des Ferienlands Donau-Ries            |
| 7-Hügel-Weg         | 18 km | Alerheim, Möttingen   | Wennenberg, Wörnitz, Rollenberg, Hexenküche                  |                                                                                     |
| Sagenweg            | 14 km | Wemding               | Waldsee, Doosweiher, Hessenbühl, Maria Brünnlein, Wemding    | Top-Wanderweg des Ferienlands Donau-Ries                                            |
| Schwedenweg         | 19 km | Bopfingen, Ederheim   | Alte Bürg, Albuch                                            | kein Rundweg, Marsch des schwedisch-protestantischen Heers im Dreißigjährigen Krieg |

Seit 2022 führt der 128 Kilometer lange Ries-Panoramaweg einmal rund um den Meteoritenkrater. Der Weg ist in sieben Etappen mit jeweils rund 15 bis 20 Kilometern Länge aufgeteilt.
| Etappe | Länge | Wegstrecke                     | Sehenswertes |
| ------ | ----- | ------------------------------ | --- |
| 1      | 18 km | Harburg – Wemding              | Schloss und Altstadt Harburg, Mähhorn bei Huisheim, Geotop Kalvarienberg bei Gosheim, Altstadt Wemding mit Kinder-Erlebnisstation      |
| 2      | 20 km | Wemding – Oettingen            | Altstadt Wemding mit Kneippanlage, Wallfahrtskirche Maria Brünnlein, Aussichtspunkt Hessenbühl, Steinbruch Burschel, Schloss Oettingen |
| 3      | 21 km | Oettingen – Rauetetten         | Station der Fränkischen Moststraße, Antoniuskapelle, Weidenkapelle                                                                     |
| 4      | 21 km | Raustetten – Kirchheim         | Stockenweiher, Blasienberg, Abstecher zum Ipf, Geopark-Infostelle Kirchheim                                                            |
| 5      | 15 km | Kirchheim – Utzmemmingen       | Goldberg |
| 6      | 22 km | Utzmemmingen – Mönchsdeggingen | Riegelberg mit Ofnethöhlen und römischer villa rustica, Alte Bürg, Abstecher zum Geotop Lindle, Geotope Kühstein                       |
| 7      | 11 km | Mönchsdeggingen – Harburg      | Aussichtspunkt Bockberg, Schloss Harburg                                                                                               |

## Sehenswürdigkeiten
- Nördlingen: Altstadt mit vollständig erhaltener und rundum begehbaren Stadtmauer, Kirchturm „Daniel“, Gerberviertel, Rieskratermuseum, Bayerisches Eisenbahnmuseum
- Ipf mit frühkeltischem Fürstensitz
- Ruine Flochberg bei Bopfingen
- Goldberg bei Goldburghausen
- Schloss Baldern
- Maihingen: Museum KulturLand Ries, Klosterkirche
- Alte Bürg mit Suevitsteinbruch, Ofnethöhlen, Aussichtspunkt und römischem Gutshof
- Ruinen Hochhaus und Niederhaus
- Albuch bei Ederheim
- Hohlensteinhöhle bei Ederheim
- Fuchsienstadt Wemding mit Altstadt, Zeitpyramide und Wallfahrtsbasilika „Maria Brünnlein“
- Harburg mit steinerner Brücke und Schloss Harburg, Aussichtspunkt auf dem Bockberg
- Oettingen mit Residenzschloss und Völkerkundemuseum
- Donauwörth mit Reichsstraße, Käthe-Kruse-Puppenmuseum und Heilig-Kreuz-Kirche
- Schloss Leitheim
- Kloster Heidenheim in der Nähe des Hahnenkammsees